# Пачеко, Хосе Эмилио
Хосе́ Эми́лио Паче́ко (исп. José Emilio Pacheco; 30 июня 1939, Мехико — 26 января 2014, там же) — мексиканский поэт, прозаик, эссеист, переводчик, автор киносценариев. Член Мексиканской академии языка (2006).

## Жизнь и творчество
Принадлежал к «поколению пятидесятых». Окончил Национальный автономный университет Мексики. Преподавал в университетах Мексики, США и Европы, возглавлял библиотеку Национального автономного университета Мексики. Издавал ряд литературных журналов и книжных серий. Переводил Маселя Швоба, Оскара Уайльда, Т. С. Элиота, Сэмюэла Беккета, Теннеси Уильямса. Несколько фильмов по его сценариям снял Артуро Рипштейн.
Умер в Мехико 26 января 2014 года. Причиной смерти стала черепно-мозговая травма после падения. В последние годы много болел и редко посещал публичные мероприятия.
У поэта осталась жена, журналист Кристина Пачеко, и две дочери — Лора и Сесилия. Сесилия Пачеко также занимается литературой: она пишет стихи, эссе, рассказы и переводит чужие произведения на испанский.

## Произведения

### Поэзия
- Los elementos de la noche (1963)
- El reposo del fuego (1966)
- No me preguntes cómo pasa el tiempo (1970)
- Irás y no volverás (1973)
- Islas a la deriva (1976)
- Desde entonces (1979)
- Los trabajos del mar (1984)
- Miro la tierra (Poemas 1983—1986) (1987)
- Ciudad de la memoria (1990)
- El silencio de la luna (1996)
- La arena errante. Poemas 1992—1998 (1999)
- Siglo pasado (2000)
- Tarde o temprano (Poemas 1958—2009) (2009)
- Como la lluvia (2009)
- La edad de las tinieblas (2009)

### Проза
- La sangre de Medusa y otros cuentos marginales (1959)
- Morirás lejos (1967)
- El principio del placer (1972)
- Las batallas en el desierto (1981, экранизация — 1987)
- Tarde de agosto (1992)

## Публикации на русском языке
- Стихотворения. Латинская Америка. Литературный альманах. Вып. 5. Москва: Художественная литература, 1987, с. 431—445. Перевод Т. Мамаевой и Яна Пробштейна.
- Мексиканская повесть, 80-е годы. М.: Радуга, 1985.
- Книга песчинок: Фантастическая проза Латинской Америки. Ленинград: Художественная литература, Ленинградское отделение, 1990, с. 378-384.
- Рассказы магов. СПб: Азбука-Классика, 2002.

## Признание
Премия Хавьера Вильяуррутьи (1973), премия Малькольма Лаури за эссеистику (1991), премия Хосе Доносо (2001), премия Октавио Паса (2003), премия Пабло Неруды (2004), премия Федерико Гарсиа Лорки (2005), международная премия Альфонсо Рейеса (2005), Премия королевы Софии по ибероамериканской поэзии (2009), Премия «Мигель де Сервантес» (2009). Премия Золотой венец (2013).